# Moerasmelkdistel-associatie
De moerasmelkdistel-associatie (Soncho-Epilobietum hirsuti) is een associatie uit het verbond van harig wilgenroosje (Epilobion hirsuti).

## Naamgeving en codering
- Syntaxoncode voor Nederland (rVvN): r33Aa01
- Natura2000-habitattypecode (EU-code): H6430B

De wetenschappelijke naam Soncho-Epilobietum hirsuti is afgeleid van de botanische namen van de kensoort moerasmelkdistel (Sonchus palustris) en het harig wilgenroosje (Epilobium hirsuti).

## Subassociaties in Nederland en Vlaanderen
Van de moerasmelkdistel-associatie worden in Nederland en Vlaanderen twee subassociaties onderscheiden.
- Typische subassociatie (Soncho-Epilobietum typicum)
- Subassociatie met heemst (Soncho-Epilobietum althaeetosum)

## Fotogalerij

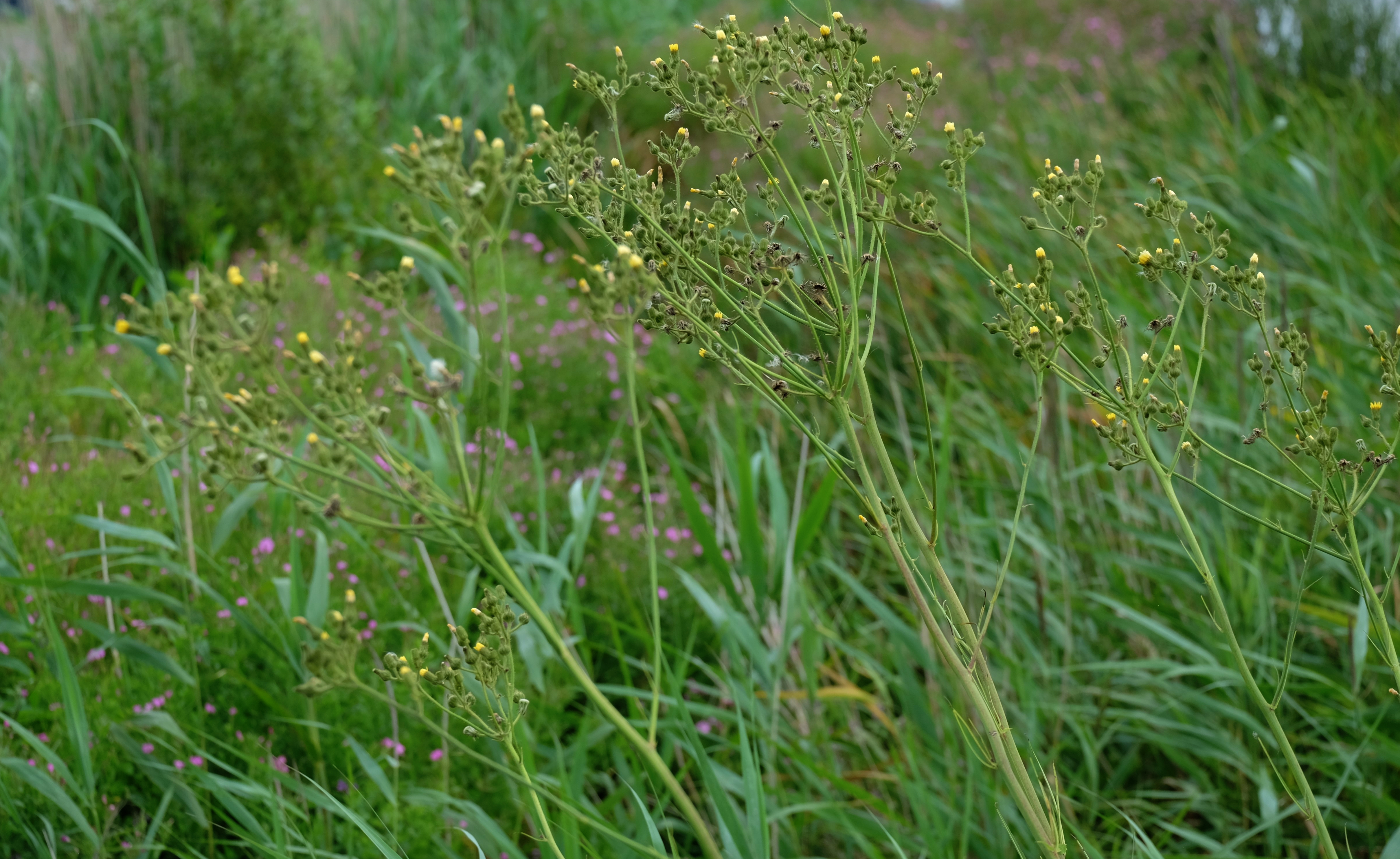
Een close-up, met op de voorgrond moerasmelkdistel